# Новый Кяхулай
Но́вый Кяхула́й — посёлок городского типа в Республике Дагестан. Входит в состав городского округа Махачкала. Административно подчинён Ленинскому району города Махачкала.

## География
Посёлок расположен у восточного склона горы Тарки-Тау, на южной окраине города Махачкалы. Со стороны города расположен 5-й посёлок, со стороны горы Тарки-Тау — посёлок Новые Тарки, со стороны Каспийска — посёлок Новый Хушет (бывший Пригородный). 

## История
На месте посёлка, до конца 1980-х годов располагался дачный посёлок Южный. С того периода территория посёлка входила в состав города Махачкала. В 1988 году часть домов в селе Кяхулай была разрушена оползнем. Пострадавшим жителям этого села были выделены участки в посёлке Южный, который впоследствии был переименован в посёлок Новый Кяхулай.
Статус посёлка городского типа присвоен в 1994 году.

## Население
| 2002    | 2010    | 2012    | 2013    | 2014    | 2015    | 2016    |
| ------- | ------- | ------- | ------- | ------- | ------- | ------- |
| 6983    | ↗9875   | ↗9984   | ↗10 041 | ↗10 050 | ↘10 038 | ↗10 093 |
| 2017    | 2018    | 2019    | 2020    | 2021    | 2023    | 2024    |
| ↗10 146 | ↗10 303 | ↘10 278 | ↗10 376 | ↘8002   | ↗8057   | ↗8125   |
| 2025    |         |         |         |         |         |         |
| ↗8192   |         |         |         |         |         |         |

Национальный состав
По данным Всероссийской переписи населения 2021 года:
| Народ         | Численность, чел. | Доля от всего населения, % | Доля от указавших нац-ть, % |
| ------------- | ----------------- | -------------------------- | --------------------------- |
| кумыки        | 1985              | 24,81 %                    | 25,33 %                     |
| даргинцы      | 1761              | 22,01 %                    | 22,48 %                     |
| лезгины       | 1464              | 18,29 %                    | 18,68 %                     |
| аварцы        | 1373              | 17,16 %                    | 17,52 %                     |
| лакцы         | 517               | 6,46 %                     | 6,60 %                      |
| табасараны    | 254               | 3,17 %                     | 3,24 %                      |
| рутульцы      | 118               | 1,47 %                     | 1,51 %                      |
| азербайджанцы | 100               | 1,25 %                     | 1,28 %                      |
| агулы         | 96                | 1,20 %                     | 1,23 %                      |
| другие        | 167               | 2,09 %                     | 2,13 %                      |
| не указано    | 167               | 2,09 %                     | —                           |
| всего         | 8002              | 100 %                      | 100 %                       |

## Улицы
Улицы посёлка:
| - Абдуллаева (Каякентская) - Ахмедхана Абу-Бакара - Гасанова (Городская) - Ирчи Казака - Кавказская - Калинина - Ленина - Магомедова (Мира) - Макаева (Интернациональная) - Молодежная - Мухтарова (Сулакская) - Новая | - Общественная - Перспективы - Подорожного - Садовая - Строительная - Хрюгского (Дружная) - Хучнинская - Хушетская - Центральная - Шеболдаева - Южная - Юбилейная |

## Современное состояние
Посёлок сросся с другими посёлками и микрорайонами города Махачкала. Ныне на востоке железнодорожной дорогой, на западе ограничен проспектом Амет-Хана Султана, на юге улицей Жамудина Гаджимурадова и на севере улицей Тупиковая. Раньше местность поселка состояла из болот и солончаков. В посёлке имеется 2 корпуса школы № 48, 1 детский сад. Новый корпус школы строится на улице Центральная. Также на территории посёлка расположены 2 мечети и два спортивных зала. 